# Музей дворца Радзивиллов
Музе́й дворца́ Радзиви́ллов (лит. Radvilų rūmų muziejus) — музей изобразительного искусства, подразделение Литовского художественного музея, располагающееся в Вильнюсе, в бывшем дворце Радзивиллов на улице Вильняус. Адрес: (Vilniaus g. 24).
Постоянную экспозицию составляет произведения изобразительного искусства зарубежных стран (Западной и Центральной Европы, России). Во дворце также можно ознакомиться с портретной галереей рода Радзивиллов XVIII века. Здесь же проводятся крупные тематические выставки Литовского художественного музея.
Музей дворца Радзивиллов открыт со вторника до субботы с 11:00 до 18:00, по воскресеньям с 12:00 до 17:00 часов. В дни перед государственными праздниками музей закрывается на час раньше. Не работает по понедельникам и в дни государственных праздников. Цена билета 3 евро, для школьников и студентов — полцены, для детей, людей с ограниченными возможностями и членов Международного совета музеев (ICOM) — бесплатно.

## История

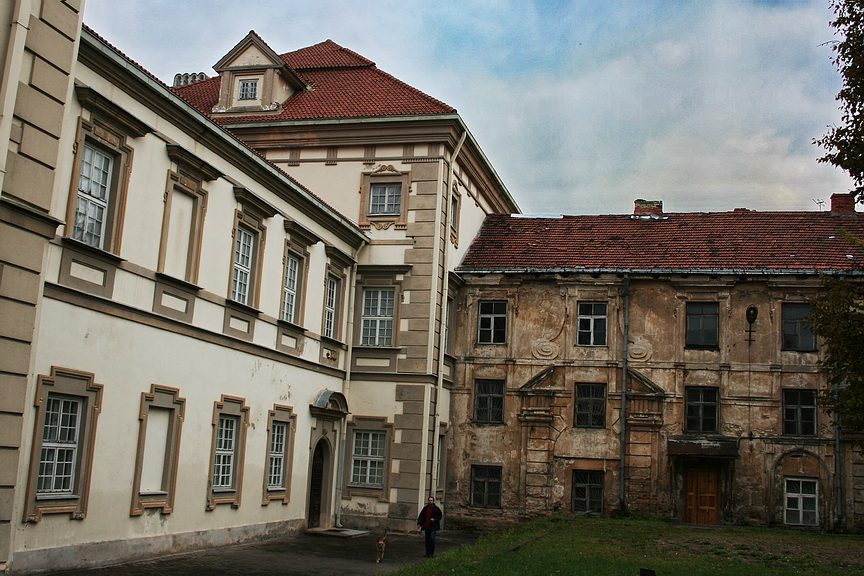
Дворец Радзивиллов

В XVI веке на месте нынешнего здания дворца Радзивиллов располагался дворец Николая Радзивилла Чёрного. В середине XVII века воевода виленский, великий гетман литовский Януш Радзивилл возвёл здесь свою резиденцию.
В начале XIX века Доминик Иероним Радзивилл заброшенное здание передал виленскому Человеколюбивому обществу, занимавшему его до 1940 года.
В 1967 году начались реставрационные работы. К тому времени сохранилось два корпуса дворцового ансамбля — северный и восточный, а также северный павильон. В 1984 году был восстановлен западный павильон, в котором разместился центральный лекторий общества «Знание».
В 1990 году в отреставрированном дворце Радзивиллов разместилось подразделение Литовского художественного музея. Экспозиция знакомила с западноевропейской и русской живописью. В 2000 году во дворце Радзивиллов была развернута выставка возвращённого искусства литовской эмиграции. 

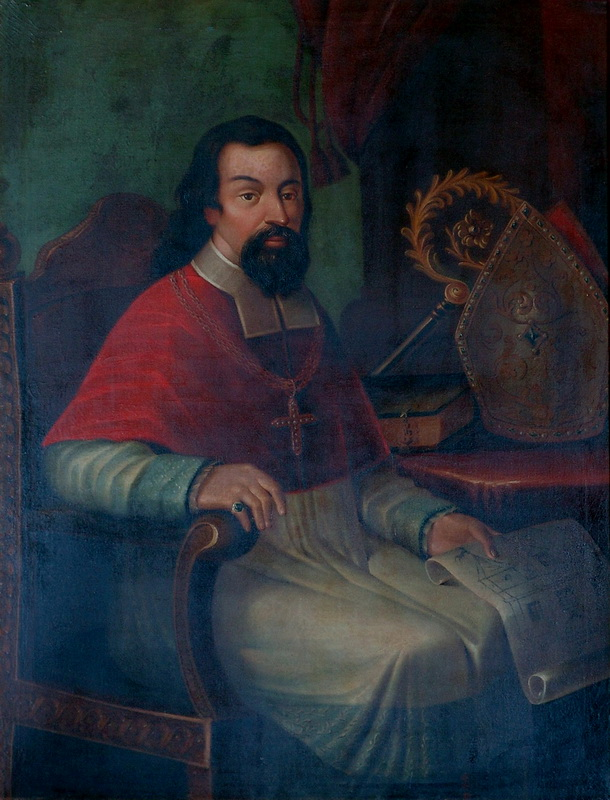
Неизвестный художник. Кардинал Юрий Радзивилл (?). XVIII век. Холст, масло

## Экспозиция
Один из залов посвящён роду Радзивиллов и его выдающимся представителям.
Начиная с 1994 года в отреставрированной части дворца Радзивиллов представлены произведения изобразительного искусства Австрии, Германии, Испании, Италии, Польши, России, Франции, фламандская и голландская живопись XVI—XX веков. Среди художников, чьи произведения экспонируются в музее, — Альбрехт Дюрер, Бартоломеус Спрангер, Корнелис ван Харлем, Лодовико Карраччи, Жак Калло, Лампи и многие другие.